# Фортечна дивізія «Франкфурт-на-Одері»
Фортечна дивізія «Франкфурт-на-Одері» (нім. Festungs-Division Frankfurt/Oder) — піхотна дивізія Вермахту, що брала участь у бойових діях на Східному фронті в останні місяці Другої світової війни. У квітні 1945 року розгромлена Червоною армією в ході стратегічної битви за Берлін.

## Історія
Фортечна дивізія «Франкфурт-на-Одері» сформована у січні 1945 року з різнорідних підрозділів та частин для утримання міста Франкфурт-на-Одері, що знаходиться на перетинанні критично важливих шляхів на річці Одер на напрямку до Берліна. Дивізія виконувала завдання з фортифікаційного обладнання підходів та вулиць міста через загрозу прориву радянських військ під час Вісло-Одерської операції. Протягом лютого-квітня військовики з'єднання утримували Франкфурт, однак 16 квітня з початком Червоною армією вирішального наступу, німецька дивізія була розгромлена в нищівних боях і згодом капітулювала.

## Командування

### Командири
- генерал-лейтенант Герман Майер-Рабинген (нім. Hermann Meyer-Rabingen) (січень — квітень 1945).

### Підпорядкованість
| Час     | Корпус                 | Армія      | Група армій (округ) | Штаб               |
| ------- | ---------------------- | ---------- | ------------------- | ------------------ |
| 1945    |                        |            |                     |                    |
| квітень | V-й гірський корпус СС | 9-та армія | Група армій «Вісла» | Франкфурт-на-Одері |

## Склад
| 1945                                           |
| ---------------------------------------------- |
| 1-й фортечний гренадерський полк               |
| 2-й фортечний гренадерський полк               |
| 3-й фортечний гренадерський полк               |
| 4-й фортечний гренадерський полк               |
| 1449-й фортечний піхотний батальйон            |
| 84-й фортечний кулеметний батальйон            |
| 829-й фортечний зенітний дивізіон              |
| 59-й навчально-бойовий артилерійський дивізіон |
| 1325-й фортечний артилерійський дивізіон       |
| 1326-й фортечний артилерійський дивізіон       |
| 3157-й фортечний артилерійський дивізіон       |
| Фортечний артилерійський дивізіон              |
| 952-й інженерний батальйон загороджень         |
| XXVI-й фортечний загін зенітної артилерії      |